# رئيس الهند
رئيس جمهورية الهند هو رئيس جمهورية الهند والقائد العام للقوات المسلحة الهندية والرئيس الحالي للهند هي دروبادي مورمو وقد تولت المنصب في يوليو 2022.
أنشِئ مكتب الرئيس عندما أصبحت الهند جمهورية في 26 يناير 1950، عندما دخل دستورها حيز التنفيذ. يُنتخب الرئيس بشكل غير مباشر من قبل هيئة انتخابية تتألف من مجلسي البرلمان الهندي والمجالس التشريعية في كل ولاية من الولايات والأقاليم الهندية، والذين يُنتخبون جميعًا بشكل مباشر.
على الرغم من أن المادة 53 من دستور الهند تنص على أنه يمكن للرئيس ممارسة صلاحياته بشكل مباشر أو عن طريق سلطة تابعة، مع استثناءات قليلة، فإن جميع السلطات التنفيذية المخولة للرئيس يمارسها عمليا رئيس الوزراء (سلطة تابعة) بمساعدة مجلس الوزراء. يلتزم الرئيس بموجب الدستور بالعمل بناءً على نصيحة رئيس الوزراء والحكومة طالما أن النصيحة لا تنتهك الدستور.

## الأصل
حصلت الهند على استقلالها عن البريطانيين في 15 أغسطس 1947، في البداية باعتبارها سيادة داخل دول الكومنولث مع جورج السادس كملك، ويمثلها في البلاد حاكم عام. ومع ذلك، بعد ذلك، شرعت الجمعية التأسيسية للهند، بقيادة ب. ر. أمبيدكار، في عملية صياغة دستور جديد تمامًا للبلاد. سُنَّ دستور الهند في نهاية المطاف في 26 نوفمبر 1949 ودخل حيز التنفيذ في 26 يناير 1950، ما جعل الهند جمهورية. استُبدلت مكاتب الملك والحاكم العام بالمكتب الجديد لرئيس الهند، مع راجندرا براساد كأول شاغل لها.
يمنح الدستور الهندي الرئيس المسؤولية والسلطة للدفاع عن دستور الهند وسيادة القانون وحمايتها. بصورة ثابتة، لا يصبح أي إجراء تتخذه الكيانات التنفيذية أو التشريعية للدستور قانونًا إلا بعد موافقة الرئيس. لا يجوز للرئيس قبول أي إجراءات غير دستورية من جانب السلطة التنفيذية أو التشريعية. الرئيس هو المدافع الأول والأكثر سلطة وسرعة عن الدستور (المادة 60)، الذي يتمتع بسلطة وقائية لضمان الدستورية في إجراءات السلطة التنفيذية أو التشريعية. دور القضاء في دعم دستور الهند هو خط الدفاع الثاني في إبطال أي إجراءات غير دستورية للكيانات التنفيذية والتشريعية في الاتحاد الهندي.

## السلطات والواجبات
بموجب مشروع الدستور، يشغل الرئيس نفس منصب الملك بموجب الدستور الإنجليزي. هو رئيس الدولة لكنه ليس رئيس السلطة التنفيذية. يمثل الأمة لكنه لا يحكمها. إنه رمز الأمة. مكانه في الإدارة هو جهاز احتفالي بختم يتم من خلاله إعلان قرارات الأمة.
-بهيمارو أمبيدكار رئيس لجنة المسودة لجمعية دستور الهند

### المحددات
الهيئة التشريعية؛ أي مشروع قانون أقره البرلمان يمكن أن يُوقع عليه أو حجبه أو إعادته إلى البرلمان من قبل رئيس الهند. إذا وقع الرئيس، يصبح قانونًا. إذا أعاد الرئيس مشروع القانون أو أوقفه حتى انتهاء صلاحيته وقُدم نفس القانون مرة أخرى وأقِر في البرلمان، فإنه يصبح قانونًا تلقائيًا بدون توقيع الرئيس.
السلطة التنفيذية؛ على الرغم من أن الرئيس ملزم بموجب الدستور بالعمل بناءً على نصيحة رئيس الوزراء، فإن الرئيس هو الذي يعطي الأمر النهائي في نهاية المطاف. وبالتالي، فإن رفض نصيحة رئيس الوزراء أو حجبها لفترة طويلة دون التمكن من الطعن دستوريًا في هذا القرار هو أمر خارج عن سلطة الرئيس. وبالمثل، يمكن لرئيس الوزراء الاعتراض على أي قرار يتخذه رئيس الجمهورية بمفرده دون استشارة مجلس الوزراء.
السلطة القضائية فقط هي التي تملك سلطة تحويل عقوبة الإعدام إلى السجن المؤبد.

### الواجب
واجب الرئيس الأساسي هو الحفاظ على الدستور وقانون الهند وحمايتهما والدفاع عنهما كجزء من قسمه (المادة 60 من الدستور الهندي). الرئيس هو الرئيس المشترك لجميع الكيانات الدستورية المستقلة. يجب أن تكون جميع أفعاله وتوصياته (المادة 3، والمادة 111، والمادة 274، وما إلى ذلك) والسلطات الإشرافية (المادة 74 (2)، والمادة 78 ج، والمادة 108، والمادة 111، وما إلى ذلك) على الكيانات التنفيذية والتشريعية في الهند تستخدم وفقا لدعم الدستور. ليس هناك ما يمنع من تصرفات الرئيس للطعن في محكمة القانون.:145

### السلطات التشريعية
تناط السلطة التشريعية دستوريًا ببرلمان الهند الذي يرأسه رئيسه، لتسهيل عملية سن القوانين وفقًا للدستور (المادة 78، المادة 86، إلخ). يستدعي الرئيس كلًّا من مجلسي البرلمان (لوك سابها وراجيا سابها) ويفوضهما. يمكنه حل لوك سابها.
يفتتح الرئيس البرلمان بمخاطبته بعد الانتخابات العامة وكذلك في بداية الجلسة الأولى كل عام حسب المادة 87 (1). يهدف الخطاب الرئاسي في هذه المناسبات بشكل عام إلى تحديد السياسات الجديدة للحكومة.
لا يمكن أن تصبح جميع مشاريع القوانين التي يقرها البرلمان قوانين إلا بعد الحصول على موافقة الرئيس وفقًا للمادة 111. بعد تقديم مشروع القانون إليه، يعلن الرئيس إما أنه يوافق على مشروع القانون أو أنه يحجب موافقته عليه. كخيار ثالث، يمكنه إعادة مشروع القانون إلى البرلمان، إذا لم يكن مشروع قانون مالي، لإعادة النظر فيه. قد يرى الرئيس أن مشروع قانون معين تم تمريره بموجب السلطات التشريعية للبرلمان ينتهك الدستور، ويمكنه إعادة مشروع القانون مع توصيته لتمرير مشروع القانون بموجب الصلاحيات التأسيسية للبرلمان باتباع إجراء المادة 368. عندما يُمير مشروع القانون، بعد إعادة النظر فيه، وعرضه على الرئيس، مع أو بدون تعديلات، لا يمكن للرئيس أن يحجب موافقته عليه. يمكن للرئيس أيضًا حجب موافقته على مشروع القانون عند تقديمه إليه في البداية (بدلًا من إعادته إلى البرلمان) وبالتالي ممارسة حق النقض (الفيتو) بناءً على نصيحة رئيس الوزراء أو مجلس الوزراء وفقًا للمادة 74 إذا كان يتعارض مع الدستور. أعطت المادة 143 لرئيس الجمهورية سلطة استشارة المحكمة العليا حول الصلاحية الدستورية لأي قضية. يوافق الرئيس على مشاريع القوانين الخاصة بالتعديل الدستوري دون سلطة لحجب مشروعات القوانين وفقًا للمادة 368 (2).
عندما لا يكون أي من مجلسي البرلمان الهندي منعقدًا، وإذا شعرت الحكومة بالحاجة إلى إجراء فوري، يمكن للرئيس إصدار المراسيم التي لها نفس القوة والتأثير كقانون أقره البرلمان بموجب سلطاته التشريعية. وهي من طبيعة تشريعات مؤقتة أو مؤقتة ويخضع استمرارها لموافقة البرلمان. تظل المراسيم سارية المفعول لمدة لا تزيد عن ستة أسابيع من تاريخ انعقاد البرلمان ما لم يوافق عليها في وقت سابق. بموجب المادة 123، يجب أن يكون الرئيس، بصفته مؤيدًا للدستور، مقتنعًا بأن الإجراء الفوري إلزامي كما نصح به مجلس الوزراء النقابي وهو واثق من أن الحكومة تحظى بدعم الأغلبية في البرلمان اللازم لتمرير المرسوم إلى قانون ويمكن استدعاء البرلمان للتداول بشأن تمرير القانون في أسرع وقت ممكن. يجري التعامل مع المرسوم الصادر كقانون برلماني عندما يكون ساري المفعول، ومن مسؤولية الرئيس سحب المرسوم بمجرد عدم تطبيق أسباب إصدار المرسوم. أصبح إصدار القوانين في شكل مراسيم أمرًا روتينيًا من قبل الحكومة والرئيس، لكن الأحكام الواردة في المادة 123 تهدف إلى التخفيف من الظروف غير العادية حيث يكون الإجراء الفوري أمرًا لا مفر منه عندما تكون أحكام القانون الحالية غير كافية. إعادة إصدار مرسوم بعد عدم الحصول على الموافقة في غضون الوقت المحدد لمجلسي البرلمان هو عمل غير دستوري من قبل الرئيس. لا يجوز للرئيس إدراج أي أمر في مرسوم يخالف الدستور أو يتطلب تعديل الدستور. يجب أن يتحمل الرئيس المسؤولية الأخلاقية عندما ينقضي مرسوم تلقائيًا أو لم يوافق عليه البرلمان أو ينتهك الدستور.